# Buena Vista Social Club (locale da musica)
Buena Vista Social Club era un piccolo club di L'Avana, a Cuba, attivo dal 1932, riservato ai neri durante gli anni della dittatura di Fulgencio Batista. 
Il locale si trovava nel popoloso quartiere di Buena Vista 31 núm. 4610, tra le strade 46 e 48, nel municipio di Marianao. 
Del locale non è rimasta traccia: infatti nel 1999 quando i musicisti Ry Cooder, Compay Segundo e la troupe cinematografica di Wim Wenders avevano cercato di identificare la posizione del club, le persone che vivevano lì non avevano raggiunto un accordo su dove fosse ubicato.

## Storia
Con la vittoria della rivoluzione nel 1959, e le nuove tendenze sociali che aprivano a nuove forme artistiche cercando in ogni modo di chiudere con il passato e i suoi simboli, il circolo fu chiuso assieme a tutti quei luoghi che potevano essere ritenuti retaggio del degrado del passato. 
Quasi quarant'anni dopo la chiusura del locale, un gruppo di all star cubane si fondono nell'Afro-Cuban All Stars. A produrre l'ensemble è Nick Gold. È in modo rocambolesco che all'iniziativa partecipa anche il chitarrista californiano Ry Cooder. Il disco Buena Vista Social Club esce nel 1996.
Nel 1999, Wim Wenders dirige un documentario sull'intera vicenda della produzione e sui membri dell'orchestra, anch'esso intitolato Buena Vista Social Club.

## Il club
Il club era attivo fin dal 1932 e aveva raggiunto con il tempo una tale notorietà che diversi celebri cubani gli avevano dedicato canzoni: così Arsenio Rodríguez con Buena Vista en guaguancó e Cachao con Club Social Buena Vista.
Prima del 1959, esistevano a Cuba diverse società, spesso legate alle differenti etnie: quella nera, quella spagnola, quella cinese e altre ancora. Per quanto riguarda la prima di queste, le più famose furono la Unión Fraternal, Las Águilas, Marianao Social, Atenas, Antillas, Isora, Jóvenes del vals e, infine, il Club Social Buena Vista, che prendeva il nome da Buena Vista, quartiere dell'Avana.
Quando nel 1939 si inaugura la sala che poi diverrà il Tropicana, distante un chilometro dalla sede del Buena Vista, questo si trasferisce nell'antico quartiere Alturas de almendares. Il club, oltre a fornire servizi tipici di un'associazione (come lezioni di cucito per le adolescenti), concentrava i suoi sforzi nell'organizzazione delle sale da ballo: orchestre di varia estrazione accompagnavano i balli della tradizione cubana. La strada su cui affacciava l'ingresso del club si riempiva di appassionati, spesso bianchi color latte cui era negato l'ingresso.
Il Club nel 1959 fu vittima anche dell'ondata riformatrice dei primi anni della rivoluzione, con il primo presidente della Cuba rivoluzionaria, il cristiano-sociale Manuel Urrutia Lleó, e ritenuto un luogo di decadenza, così come molti altri locali pubblici e ritrovi, anche ambigui, risalenti al periodo della dittatura. La successiva svolta comunista del governo, con leader Castro, ebbe come indirizzo l'abolizione dei club riservati a singole etnie o gruppi di sodali a favore dell'apertura di centri di socializzazione privi di discriminazioni sociali o etniche, cosa che ne decretò la chiusura definitiva nel 1962.
Con la campagna del 1968 ( "medidas especiales", misure speciali) che volle dare un'accelerazione in tal senso, la musica popolare, ritenuta poco consona al "socialismo reale" di quegli anni, passò in second'ordine rischiando di perdere molti artisti per emigrazione o perdita di visibilità.

## Il disco
Memore di questa antica gloria quasi dimenticata, Juan de Marcos González, direttore del gruppo Sierra Maestra, decide di mettere insieme un'orchestra che riunisca la storia e gli elementi più brillanti del son e del resto della musica tradizionale cubana, la Afro-Cuban All Stars. Nel 1995, González viaggia a Londra, al fine di promuovere il disco Dundumbanza. Ne parla con Nick Gold, presidente della World Circuit Records: la proposta è quella di produrre un disco con un ven tú (una selezione di all stars della vecchia guardia), allo scopo di riunire alcuni musicisti affermati ma un po' dimenticati e riscattare il genere delle big band di jazz afrolatino. Gold abbraccia l'idea: la Afro Cuban All Stars mette insieme Compay Segundo, Ibrahim Ferrer, Manuel "Puntillita" Licea, José Antonio (Maceo), Pío Leyva, Raúl Planas, oltre a musicisti della stazza di Manuel "Guajiro" Mirabal, Javier Zalba, Orlando López (Cachaíto), Rubén González, Miguel Angá. Solo nel 1996 vengono pubblicati tre dischi, tra cui Buena Vista Social Club e A toda Cuba le gusta. Il primo vince il Grammy del 1998, nella categoria della musica tradizionale oltre ad essere un enorme successo di pubblico.

### Ry Cooder
Nel 1996, Cooder era stato invitato da Gold a registrare una session con due anziani musicisti del Mali che avrebbero dovuto collaborare con alcuni musicisti cubani. All'arrivo di Cooder a Cuba (via Messico, al fine di evitare l'embargo statunitense contro Cuba), viene a sapere che i due musicisti del Mali, non avendo ottenuto i visti, non erano stati in grado di raggiungere Cuba. Cooder e Gold cambiano i loro piani e decidono di registrare un album di son cubano con musicisti locali. Nel progetto, vengono coinvolti tutti i musicisti che dovevano entrare a far parte del precedente progetto abortito.

## Il film
Poco dopo esser tornato da Cuba e aver registrato il disco Buena Vista Social Club, Cooder inizia a lavorare con Wenders alla colonna sonora di Crimini invisibili, terza collaborazione tra i due artisti. Per quanto Wenders non conoscesse per niente la musica cubana, si entusiasma ascoltando le registrazioni che Cooder gli fa ascoltare e acconsente a viaggiare fino all'Avana per filmare il primo disco solista di Ibrahim Ferrer, Buena Vista Social Club Presents: Ibrahim Ferrer (1998).
Wenders filma le session, sfruttando il format Digital Video, recentemente sviluppato, avvalendosi dell'aiuto di Robert Müller, suo collaboratore di lungo corso. Ne approfitta per intervistare alcuni membri dell'ensemble e non perde l'occasione di registrare il gruppo in una famosa performance ad Amsterdam, la prima con l'intero line-up (1999) e un secondo concerto alla Carnegie Hall di New York. È il 7 settembre del 1999 quando esce il film-documentario Buena Vista Social Club. Il film è anch'esso un successo strepitoso, incassando in tutto il mondo 23.002.182 dollari.

## Membri dell'Afro Cuban All Stars
- Juan de Marcos González - percussioni
- Ibrahim Ferrer - voce
- Rubén González - piano
- Compay Segundo - chitarra, voce
- Ry Cooder - chitarra elettrica
- Idania Valdés - voce
- Pío Leyva - voce
- Manuel "Puntillita" Licea - voce
- Orlando "Cachaíto" López - contrabbasso
- Manuel "Guajiro" Mirabal - tromba
- Eliades Ochoa - chitarra, voce
- Omara Portuondo - voce
- Barbarito Torres - laud
- Amadito Valdés - timbales
- Nick Gold - produttore per la World Circuit Records